# Château de Fargues (Gironde)
Pour les articles homonymes, voir Château de Fargues.
Le château de Fargues est une forteresse en grande partie médiévale située sur la commune de Fargues, dans le département de la Gironde, en France.
Domaine viticole dans le vignoble de Bordeaux, produisant un vin liquoreux du même nom.

## Situation
Le château est situé à quelque 500 mètres à l'ouest du village de Fargues.
Il est à 3,5 kilomètres dans l'alignement des châteaux d'Yquem et de Rieussec.
Le domaine comprend 170 hectares, dont 15 ha sont plantés de vignes produisant un vin pouvant prétendre à l'appellation d'origine contrôlée sauternes.
Le reste est consacré à la sylviculture, des prairies et des champs.

### Géologie
Sol constitué de graves et d'argiles.

## Histoire

### Époque médiévale
En 1306, Raymond-Guilhem, seigneur de Fargues et neveu du pape girondin Clément V, devient cardinal et fait édifier la forteresse de Fargues. En 1472, Pierre de Lur épouse Isabeau de Montferrand, vicomtesse d’Uza, dame de Fargues, faisant entrer le château dans la famille de Lur, devenue Lur Saluces en 1586 par le mariage de Jean de Lur et de Catherine-Charlotte de Saluces.

### Époque moderne
Le fils de Jean de Lur et de Catherine-Charlotte de Saluces, le marquis Honoré de Lur Saluces, officier, entreprend les grandes transformations de la forteresse médiévale au XVIIe siècle pour agrandir et fortifier le château.
Dans la nuit du 24 au 25 mai 1687, un incendie ravage l'édifice. Malgré l’ampleur des destructions, le château ne fut pas complètement abandonné par la famille de Lur Saluces.
Un inventaire réalisé en 1727 prouve que les seigneurs de Fargues résidaient encore dans leur château à cette époque et que quelques réparations avaient dû être faites.
Entre la seconde moitié du XVIIIe siècle et le début du XIXe siècle, Fargues devient pour les Lur Saluces une possession parmi d’autres.
La famille possédait alors le château de Malle (par mariage en 1702), le château d'Yquem (1785) et les châteaux de Filhot et de Coutet (1807).
Débute alors l’abandon de la forteresse. La végétation envahit rapidement la ruine et le temps finit d’écrouler les parties qui avaient résisté à l’incendie.

Château de Fargues
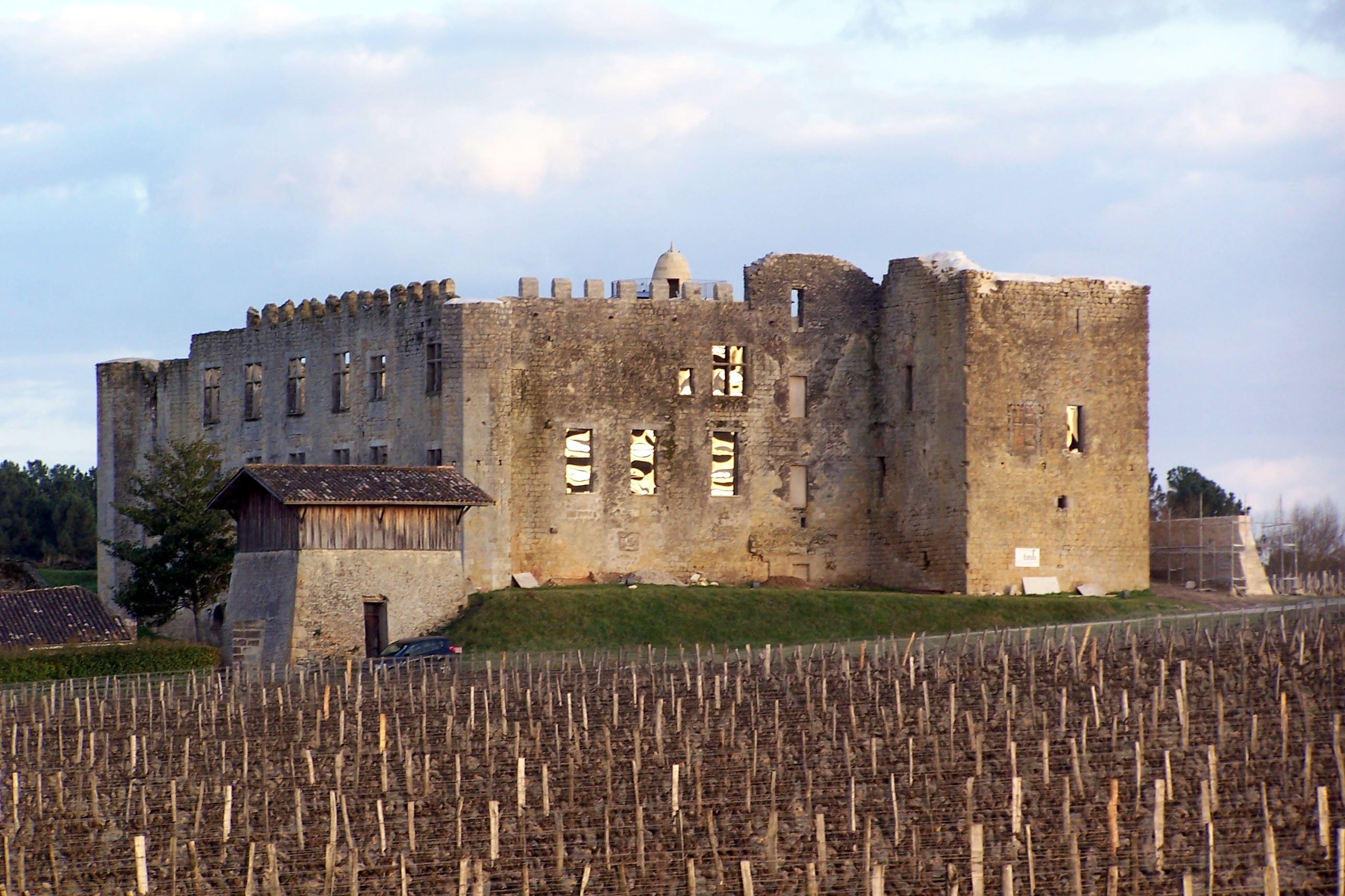
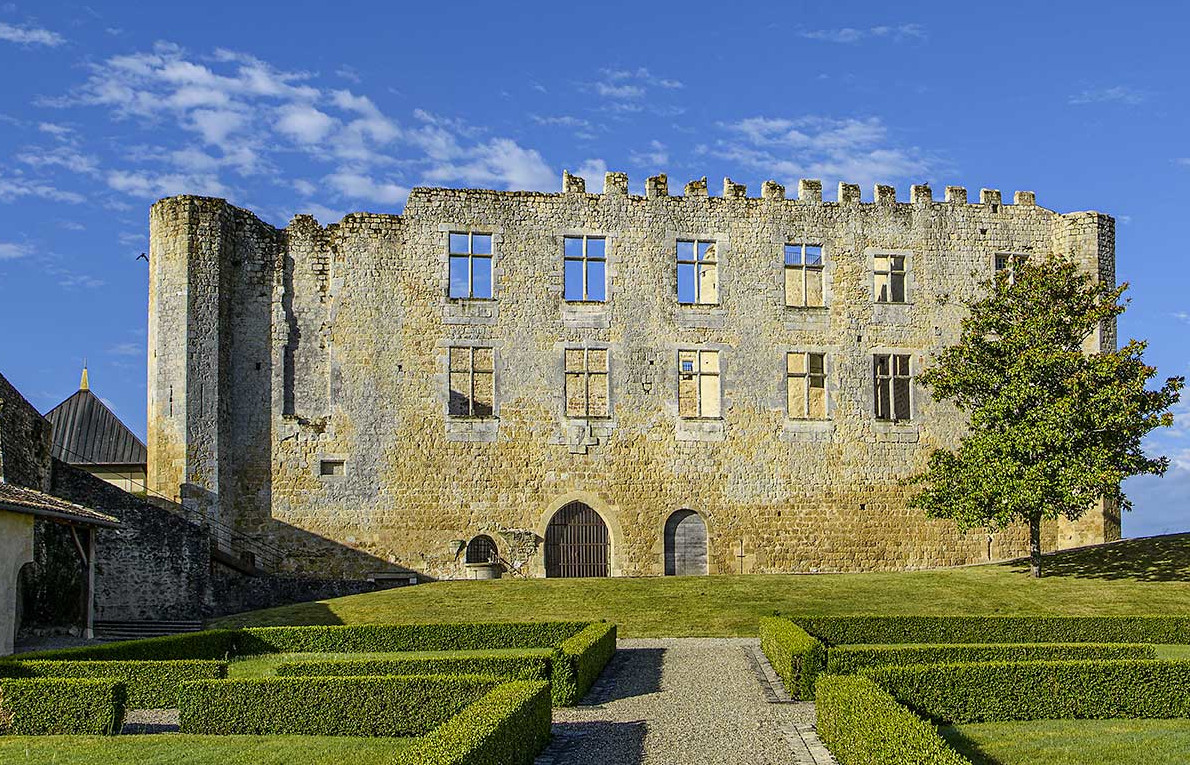

### Époque contemporaine
Le domaine de Fargues, à partir de cet événement tragique, est utilisé par la famille pour fournir des aliments courants (légumes, lait, beurre, viande, vin rouge, bois...) 
Bertrand de Lur Saluces (1888-1968), dans les années 1920, apporte un œil neuf sur le domaine; 
Conscient de la qualité du sol à Fargues, il exclut la production de vin rouge et privilégie la plantation de 15 hectares sur de bonnes terres.
Dans le même temps, il entreprend quelques travaux de restauration.
Par son action, il a donné au domaine sa raison d'être aujourd'hui.
Avec la disparition de ce dernier en 1968, son neveu Alexandre de Lur Saluces reprend la gestion des domaines familiaux et travaille à la renaissance de Fargues.
Entre 2000 et 2015, la forteresse, après de nombreux travaux, a retrouvé une partie de sa splendeur passée.
Elle est régulièrement le théâtre de manifestations culturelles ou scientifiques.
L'édifice a été inscrit au titre des monuments historiques par arrêté du 11 décembre 2007.

## Vin

### Botrytis cinerea

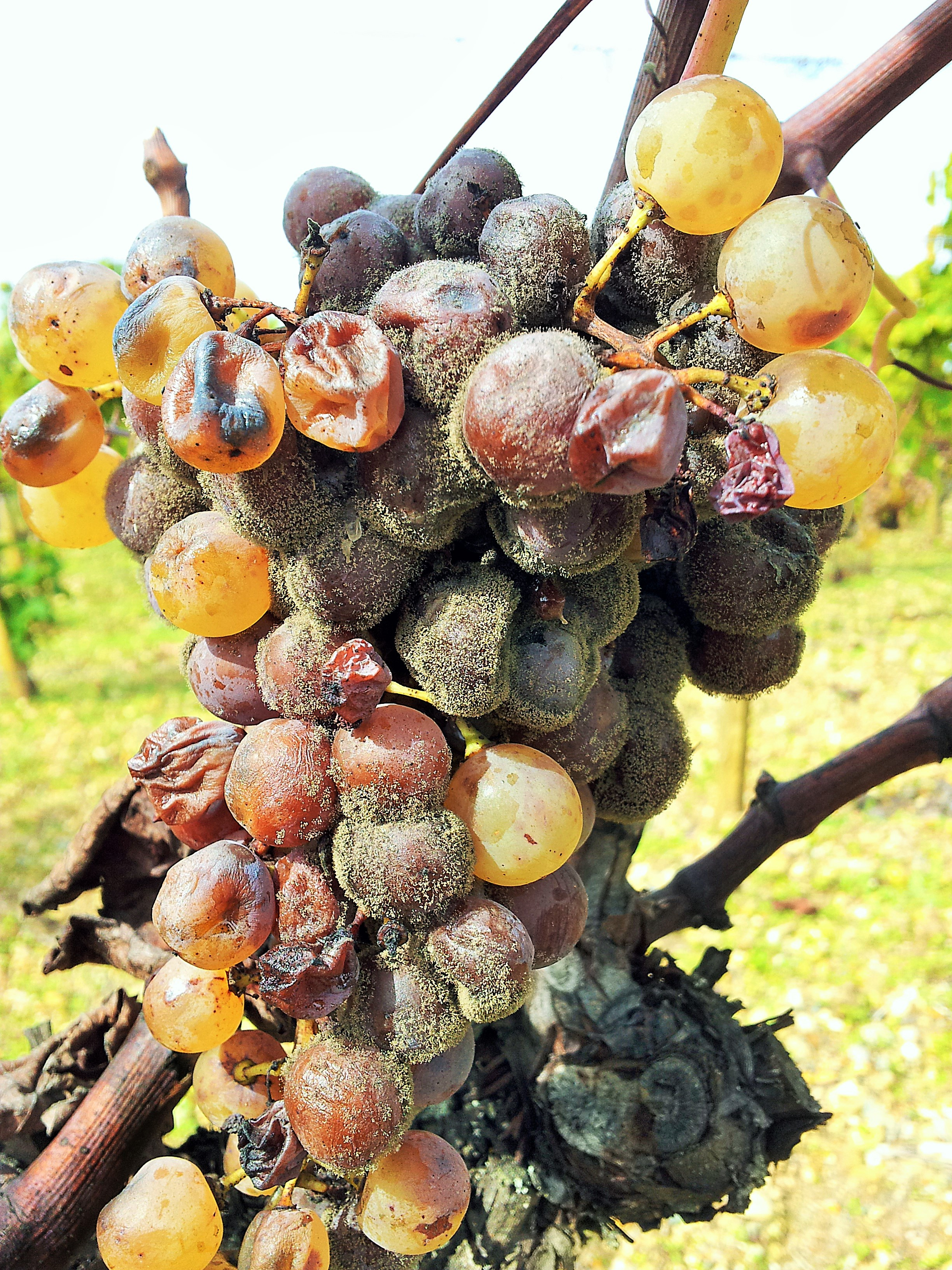
Grappe botrytisée.

Le Botrytis cinerea est un champignon microscopique phytopathogène. Habituellement considéré comme un ennemi des vignerons, il est responsable de la magie des vins de Sauternes.
En automne, sous l'effet d'un microclimat particulier, fait d'humidité, de soleil et de vent, quand il apparaît sous sa forme la plus appréciable, il consomme une partie des sucres et acides présents dans le raisin. Progressivement, le raisin se concentre par évaporation, augmentant sa densité en arômes et en sucres (jusqu'à 20-21 degrés d'alcool potentiel, soit 350 grammes de sucre par litre). La baie se brunit, se dessèche. Le raisin se « botrytise ». Mais la transformation du raisin en « pourriture noble » par le botrytis implique un important sacrifice. Il n'est pas rare de sacrifier la moitié de la récolte, atteinte par la mauvaise pourriture.

### Vendanges tardives par tries successives
La culture de la vigne, la vinification, ont toujours été particulièrement soignées dans la région de Sauternes connue pour la qualité de ses vins dus au mérite du terroir, connu pour son microclimat.
Depuis le XVe siècle, le XVIe siècle, on savait qu’il fallait vendanger les raisins blancs du sauternais plus tard que dans le reste du bordelais ; un mélange de dessiccation et de pourriture occasionnelle dans l’automne avancé permettaient d’obtenir des vins doux.
En vendangeant plus tard que la norme, les propriétaires ont noté une évolution gustative de leurs vins et un succès immédiat auprès des amateurs.
L'inconvénient de cette nouvelle méthode était la perte de volume de récolte.
Cela engendra de nombreux procès entre les fermiers et métayers, soucieux du volume ramassé et leurs propriétaires. Ainsi, un acte notarié daté du 4 octobre 1666 expose un litige entre François de Sauvage, « sieur Diquem » et un de ses tenanciers : « Il n’est cousteume de vendanger annuellement en Bousmes et Sauternes que vers le quinziesme d’octobre ».
Cette première étape dans la sophistication permettait d’obtenir des barriques de vins « doux », appréciés dans le Nord de l’Europe.
Dans un deuxième temps, à partir de la fin du XVIIIe siècle, afin d'obtenir un plus grand nombre de barriques de bonne qualité, les propriétaires demandèrent aux vendangeurs de sélectionner les grappes, voire les grains, attaqués et transformés par le botrytis.
Cela oblige à trouver des vendangeurs familiers de la nature, disponibles et comprenant l'enjeu. Ils reviennent en moyenne cinq ou six fois, parfois jusqu’à onze fois, pour prélever, les raisins à leur optimum.
Ils ont, en effet, un triple objectif : prélever les raisins « à point », ne pas blesser les raisins en état de maturité partielle, et détacher et jeter les raisins définitivement impropres.
Le mérite de la vendange par tries successives, est un grand progrès qualitatif qui a été rapidement discerné par les amateurs raffinés.

### Naissance d'une exception
Après les vendanges, vient le temps de la vinification.
C'est un processus long qui comprend plusieurs cycles de pressurage, une phase de fermentation et l'élevage.
Les raisins sélectionnés lors des vendanges sont transportés vers les pressoirs pour y subir différents pressurages afin d'extraire les jus. Les moûts obtenus sont assemblés et mis en barriques.
Un processus de fermentation, long et difficile du fait de la forte teneur en sucres, peut alors commencer. S'il est dans les autres vignobles de 2 à 3 semaines, au château de Fargues, il peut aller jusqu'à 6 semaines. La fermentation prend fin naturellement lorsque le vin atteint 13,5 degrés d'alcool.
La dernière étape est l'élevage. Elle a pour but de permettre au vin d'affiner ses arômes, ses saveurs en échangeant avec le tanin des barriques de chêne. Au château de Fargues, cette phase dure de 30 à 36 mois, soit à peu près 3 ans. On laisse d'abord reposer le vin quelques mois, puis on procède aux premiers soutirages. Cette opération se répète 4 fois par an. Elle permet de séparer le vin des lies qui se déposent au fond de la barrique. Pendant cette longue période, chaque semaine, le niveau des barriques est complété pour compenser la perte par évaporation et absorption et pour éviter l'oxydation du vin au contact de l'air. C'est l'ouillage.

## Vignoble

### Encépagement
Le château de Fargues a un vignoble âgé de 35 ans en moyenne (les plus anciennes vignes ont 70 ans).
Il est complanté de deux cépages avec une densité importante de 6700 pieds à l'hectare :  
- Le sémillon à 80 %
- Le sauvignon à 20 %

Chaque cépage a ses particularités. La peau du grain de sémillon s'affine en arrivant à maturité, laissant le botrytis agir plus facilement. Il donne la rondeur, le support, la structure au vin.
Le sauvignon est plus frais, plus aromatique et donne au vin plus de saveurs.

### Rendement
Les vendanges au château de Fargues donnent en moyenne 1 000 bouteilles par hectare, 1 verre par pied de vigne.